# 오르투에리
오르투에리(Ortueri)는 이탈리아 사르데냐 주 누오로도에 있는 코무네이다. 칼리아리 북쪽으로 약 90 km, 누오로 남서쪽으로 약 45 km 떨어져 있다.
오르투에리는 다음 코무네와 접한다: 아우스티스, 부사키, 네오넬리, 사무게오, 소르고노, 울라 티르소.